# Anarcopunk
Anarcopunk ou anarco-punk é uma vertente do movimento punk que consiste de bandas, grupos e indivíduos que promovem políticas anarquistas.
Apesar de nem todos os punks apoiarem o anarquismo, o pensamento tem um papel importante na cultura punk, e o punk teve uma influência significativa no anarquismo contemporâneo. O termo anarcopunk é algumas vezes aplicado exclusivamente a bandas que fizeram parte do movimento anarcopunk original no Reino Unido na década de 1970 e 1980, como Crass, Conflict, Flux of Pink Indians, Subhumans, Poison Girls e Oi Polloi. Alguns utilizam o termo mais amplamente para se referir a qualquer música punk com conteúdo anarquista em sua letra. Essa definição mais ampla inclui bandas crust punk e bandas d-beat como Discharge, e podem incluir bandas de hardcore punk dos Estados Unidos, como Dead Kennedys, MDC, artistas de folk punk como This Bike Is a Pipe Bomb ou artistas em outros subgêneros.

## História
Um crescimento no interesse popular ao anarquismo ocorreu durante os anos 1970 no Reino Unido após o nascimento do punk rock, em particular os gráficos influenciados pelo situacionismo do artista Jamie Reid, que desenhava para os Sex Pistols e o primeiro single da banda, "Anarchy in the UK". No entanto, enquanto que a cena punk inicial adotava imagens anarquistas principalmente por seu valor de choque, a banda Crass pode ter sido a primeira banda punk a expor ideias anarquistas e pacifistas sérias. O conceito do anarcopunk foi assimilado por bandas como Flux of Pink Indians e Conflict. O co-fundador do Crass, Penny Rimbaud, disse que sentia que os anarcopunks eram representantes do punk verdadeiro, enquanto que bandas como os Sex Pistols, The Clash e The Damned eram nada mais do que "fantoches da indústria musical".
Enquanto passavam os anos 1980, dois novos subgêneros da música punk evoluíram do anarcopunk: crust punk e d-beat. O crust punk, e seus pioneiros foram as bandas Antisect, Sacrilege e Amebix. O d-beat eram uma forma de música punk mais bruta e rápida, e foi criada por bandas como Discharge e The Varukers. Um pouco depois, na mesma década, o grindcore desenvolveu-se do anarcopunk. Parecido com o crust punk, porém ainda mais extremo musicalmente (utilizava blast beats e vocais incompreensíveis), seus pioneiros foram Napalm Death e Extreme Noise Terror. Paralelamente ao desenvolvimento desses subgêneros, muitas bandas da cena hardcore punk dos Estados Unidos tinham a ideologia anarquista, incluindo Dead Kennedys, MDC e Reagan Youth.[carece de fontes?]

## Crenças
O anarcopunk se parece muito com o anarquismo sem adjetivos, no sentido de envolver a cooperação de várias formas diferentes de anarquismo. Alguns anarcopunks são anarco-feministas (como Polemic Attack), enquanto outros eram anarcossindicalistas (Exit-Stance). O The Psalters, por exemplo, é uma banda anarcopunk afiliada ao anarquismo cristão.[carece de fontes?]
A anarquia pós-esquerdista é comum no anarcopunk moderno. CrimethInc., um dos maiores proponentes do pós-esquerdismo, possui fortes ligações com o movimento. A Class War é uma federação pós-esquerdista britânica que também é muito ligada ao anarcopunk, e apoiada por bandas como Conflict. Muitos anarcopunks apóiam questões como direitos animais, igualdade racial, feminismo, ecologismo, anti-heterossexismo, autonomia trabalhista, movimento pacifista e o movimento antiglobalização. O pacifismo não é apoiado por todos anarcopunks.[carece de fontes?]
Os punks, de modo geral, aproximam-se do anarquismo devido ao seu modo de ser, de negar e combater o autoritarismo, as fronteiras e os preconceitos impostos, porém, os anarcopunks assumem a política anarquista e seus modos de ação e organização, assim como seus princípios. Seus mais fortes modos de expressão cultural são a música, ou anti-música, a poesia e o visual "pesado" e agressivo, que procura refletir "todo o peso e imundície da sociedade em que vivemos".[carece de fontes?]

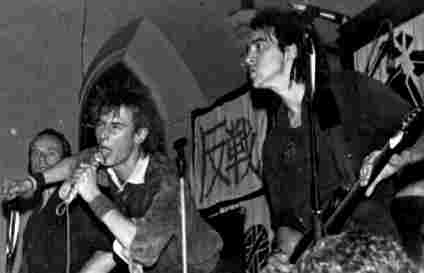
Crass, uma banda anarcopunk que não acreditava no uso da força

### A ética punk do "faça você mesmo"
Muitas bandas anarcopunk enfatizam uma ética "faça você mesmo" (do it yourself ou DIY em inglês). Um slogan popular do movimento é "DIY not EMI", que em inglês representa uma rejeição a uma grande gravadora (a EMI, no caso). Inicialmente, muitas bandas anarcopunk eram divulgadas na série de LPs Bullshit Detector, lançada pela Crass Records e Resistence Productions entre 1980 e 1994.[carece de fontes?]
Alguns artistas anarcopunk faziam parte da cultura DIY. Desta maneira, a rota tradicional gravação-distribuição era ignorada, já que as gravações eram feitas para quem enviasse uma fita em branco e um envelope endereçado a si mesmo. Com o surgimento da internet, o formato mp3 tem sido amplamente utilizado com esse objetivo.[carece de fontes?]
A cultura DIY no anarcopunk, tambem pode ser exemplificada através de sua mídia impressa, uma rede de fanzines que dissemina notícias, ideias e arte da cena. Todos esses fanzines são DIY, produzindo, no máximo, centenas de unidades, apesar de haver exceções como o Toxic Grafity (sic). Os zines são impressos em fotocopiadoras ou máquinas duplicadoras, e distribuídas à mão em shows punk e por correio. Atualmente a distribuição de alguns zines é feita no formato e-zine.[carece de fontes?]

### Ação direta
Os anarcopunks acreditam universalmente na ação direta, apesar da maneira com que isso se manifesta varia muito. Mesmo com suas diferentes abordagens, geralmente há cooperação dentro do movimento.[carece de fontes?]
Muitos anarcopunks são pacifistas (como Crass e Discharge) e acreditam na utilização de meios não-violentos para alcançar seus objetivos, que incluem protesto pacífico, recusa a trabalhar, sabotagem econômica, ocupação, revirar resíduos, pichação, realizar boicotes, desobediência civil, "hacktivismo" e alterar material publicitário contra o anunciante. Outros anarcopunks acreditam que a violência, em alguns casos, pode ser necessária no processo para alcançar a mudança social (como Conflict e D.O.A.). Isso se manifesta por manifestações de rua, vandalismo, diversas formas de sabotagem, participação em atividades "estilo Frente pela Liberação dos Animais", e, em casos extremos, defender-se ou atacar usando o que for necessário. Como por exemplo bombas.

O símbolo do A num círculo, frequentemente associado ao anarcopunk

Alguns integrantes de bandas punks com influência de anarquismo, principalmente na América do Norte, já tentaram  utilizar o processo democrático eleitoral para trazer suas regiões mais próximas à anarquia, apesar de nenhum ter concorrido como membro de um partido anarquista. Entre os que tentaram, estão o líder dos Dead Kennedys, Jello Biafra, para prefeito de São Francisco, o cantor do T.S.O.L., Jack Grisham, a governador da Califórnia e o cantor principal do D.O.A., Joey Shithead. Alguns desses, como Biafra, acreditam que a mudança social maior é necessária antes de os humanos estarem prontos para a anarquia. Há a teoria de que a tentativa de Biafra em concorrer à prefeitura de São Francisco, foi uma forma de protesto sarcástico para ridicularizar o processo eleitoral.[carece de fontes?] Entre suas propostas políticas, estava a de policiais usarem narizes de palhaço.

### Política de identificação
O anarcopunk foi destacado como um dos fenômenos sociais que levou o anarquismo na direção da política de identidade. Alguns alegam que o visual tornou-se um ingrediente essencial do movimento, algumas vezes obscurecendo outros fatores, apesar de outros alegarem que os artistas que se alinharam com o anarcopunk envolveram-se em diversas abordagens no formato e na ideologia, exemplificado pela variedade de bandas do movimento. Do mesmo modo, frequentemente é dito que o visual era simplesmente uma representação da ética associada ao anarquismo (crença anti-corporação e DIY).[carece de fontes?]